# Szaniec IS-VII-4
Szaniec piechoty IS-VII-4 – standardowe ziemne dzieło piechoty o narysie półowalnym otoczonym suchą fosą, o przekroju klasycznym powstałe w latach 1887–1888. Został przebudowany w 1914 r. Wspomagał Fort 51 Rajsko na nieznacznie wysuniętym przedpolu. Obiekt zachował się do dziś. Jedynie odcinek szyjowy został uszkodzony przy poszerzaniu drogi.
Szaniec wspólnie z szańcem IS-VII-3 osłaniał od południa Fort 51 Rajsko oraz zlokalizowaną na sąsiednim grzbiecie baterię FB 51a. Niedawno ta bateria miała jeszcze nieźle zachowane wały, a dziś zostały zrównane z ziemią. Bateria ta znajduje się przy ul. Nad Fosą w Krakowie.
Dziś Szaniec piechoty IS-VII-4 znajduje się od południowej strony ul. Kuryłowicza w Krakowie, na południe od Fortu 51 Rajsko.